# Antonio Meliveo
Antonio Meliveo Mena (Màlaga, 20 de gener de 1958) és un productor de cinema i compositor de bandes sonores espanyol. Fill d'un metge afeccionat a l'òpera, va començar com a actor afeccionat i estudià solfeig i composició al Conservatori de Màlaga. Va treballar a les companyies de teatre Teatroz, Acuario Teatro, Teatro del Gato, El espejo negro, Anthares Teatro o Dintel i el 1999 va debutar al cinema quan va compondre la banda sonora de Solas de Benito Zambrano, pel que fou nominat al Goya a la millor música original. Fou nominat novament al Goya per Plenilunio i El país del miedo (2015). El 2001 va guanyar el premi del jurat al Festival Internacional de Cinema de Fort Lauderdale i el premi Teo Escamilla de l'ASECAN per Fugitivas. Va simultanejar les bandes sonores amb experiments teatrals com Cinema Terror (2001). El 2002 va guanyar un dels Premis Iris per la banda sonora de Padre coraje. Posteriorment va treballar en algunes sèries de televisió (Mar de plástico) i documentals.
El 2010 va fundar la productora Green Moon amb Antonio Banderas. És membre, entre d'altres, de l'Acadèmia de les Arts Escèniques de Madrid i de l'Acadèmia de les Arts i Ciències de la Música. El 2018 es va presentar com a candidat a la junta directiva de la SGAE candidatura que havia estat derrotat per un sol vot per la de José Miguel Fernández Sastrón el 2016.

## Bandes sonores (selecció)
- 2017: El intercambio
- 2016: Miguel Picazo, un cineasta extramuros (documental)
- 2016: La fabulosa Casablanca (documental)
- 2015: Lejos del mar
- 2015: El país del miedo
- 2014: Historias de Lavapiés
- 2013: El Lazarillo de Tormes (sèries de televisió)
- 2011: Eduardo Barreiros, el Henry Ford español
- 2011: Los muertos no se tocan, nene
- 2011: Mar de plástico (sèrie de televisió)
- 2008: Martes de carnaval (sèrie de televisió) (2 episodis)
- 2006: El camino de los ingleses
- 2004: María querida
- 2003: Los novios búlgaros
- 2002: Padre coraje (minisèrie)
- 2000: Fugitivas
- 2000: Plenilunio
- 1999: Solas